# Lonicera flava
Lonicera flava är en kaprifolväxtart som beskrevs av John Sims. Lonicera flava ingår i släktet tryar, och familjen kaprifolväxter. Inga underarter finns listade i Catalogue of Life.